# Christiana (hrabstwo Vernon)
Christiana – miasto w Stanach Zjednoczonych, w stanie Wisconsin, w hrabstwie Vernon.